# Anigozanthos
Anigozanthos, rod trajnica iz porodice Haemodoraceae. Pripada mu 11 vrsta endemičnih za jugozapad Zapadne Australije.
Rod je opisan u Relation du Voyage à la Recherche de la Pérouse 1: 410. 1800.

## Vrste
1. Anigozanthos bicolor Endl.
2. Anigozanthos flavidus Redouté
3. Anigozanthos gabrielae Domin
4. Anigozanthos humilis Lindl.
5. Anigozanthos kalbarriensis Hopper
6. Anigozanthos manglesii D.Don
7. Anigozanthos onycis A.S.George
8. Anigozanthos preissii Endl.
9. Anigozanthos pulcherrimus Hook.
10. Anigozanthos rufus Labill.
11. Anigozanthos viridis Endl.